# Arthur Jones (cầu thủ bóng đá Nelson)
Arthur Jones là một cầu thủ bóng đá người Anh thi đấu ở vị trí hậu vệ trái. Sinh ra ở Birmingham, ông bắt đầu sự nghiệp ở bóng đá non-League vớiHeywood trước khi gia nhập câu lạc bộ Football League Third Division North Nelson với tư cách nghiệp dư vào tháng 5 năm 1927. Sau đó ông được kí hợp đồng chuyên nhiệp vào tháng 10 cùng năm. Jones có màn ra mắt cho Nelson vào ngày 4 tháng 2 năm 1928 trong thất bại 0-3 trên sân khách trước Durham City. Trận đấu không thực sự tốt với Jones khi ông mắc lỗi trong hai bàn thắng của đối phương. Ông không thi đấu thêm trận nào ở Football League nữa và rời Nelson vào tháng 5 năm 1928.